# بول بول
بول مانوت بول (بالإنجليزية: Bol Manute Bol)‏ مواليد 16 نوفمبر 1999 في الخرطوم، هو لاعب كرة سلة أمريكي من أصل سوداني. بدأ مسيرته الاحترافية في سنة 2019. تم اختياره من قبل فريق ميامي هيت خلال الدرافت. يلعب في دوري الرابطة الوطنية لفئة التطوير في مركز الوسط. يحمل الرقم 10. يبلغ طوله 7 قدم 2 بوصة (2.2 م).
بدأ بول حياته المهنية في المدرسة الثانوية في مدرسة بلو فالي نورث ويست الثانوية، حيث تم تعيينه في فريق المبتدئين. انتقل إلى مدرسة بيشوب مييج هاي سكول في منتصف الموسم لكنه ظل في المدرسة الإعدادية بسبب قوانين الانتقال. التحق بالجامعة في سنته الثانية. عندما كان مبتدئًا، انتقل إلى مدرسة ماتر داي الثانوية في سانتا آنا، كاليفورنيا، حيث ظهر كمجند. في موسمه الأخير، لعب بول مع مدرسة فيندلاي الاعدادية في هندرسون، نيفادا. على المستوى الدولي، يمثل الولايات المتحدة ولكنه لم يلعب معهم مطلقًا في بطولات الاتحاد الدولي لكرة السلة.

## السنوات الأولى
ولد بول في 16 نوفمبر 1999 في الخرطوم بالسودان، وهو الطفل الثاني لنجم الرابطة الوطنية لكرة السلة السابق مانوت بول وزوجته أجوك كواج. سمي على اسم جده الراحل وزعيم الدينكا بول تشول بول. في عام 1998، بعد هجوم صاروخي أمريكي خلال الحرب الأهلية السودانية الثانية، اتهم مانوت بأنه جاسوس أمريكي ومنعته الحكومة السودانية من الفرار إلى الولايات المتحدة. في عام 2001، سافرت العائلة إلى القاهرة عاصمة مصر، حيث تقطعت بهم السبل لعدة أشهر بسبب مشاكل التأشيرة، على الرغم من حصولهم على تذاكر إلى الولايات المتحدة من الأصدقاء الأمريكيين.
في العام التالي، عندما كان بول يبلغ من العمر عامين، انتقلت عائلته إلى ولاية كونيتيكت كلاجئين سياسيين. بتشجيع من والده، بدأ لعب كرة السلة في سن الرابعة، رغم أنه كان مترددًا في البداية. بدأ بول في النهاية التدريب مع والده في صالة الألعاب الرياضية."Bol Bol". USAB.com. مؤرشف من الأصل في 2020-09-22. اطلع عليه بتاريخ 2017-12-01. في سن السابعة، انتقل إلى أولاثي، كانساس، وهي مدينة ذات عدد كبير من سكان من جنوب السودان. بطول يبلغ 6 قدم 5 بوصة (1.96 م) في الصف السابع، ظهر بول في شريط فيديو مميز في معسكر كرة سلة إنديانابوليس لفت انتباه من شبكة سي بي إس سبورتس وواشنطن بوست. جاء أول عرض له في NCAA من ولاية نيو مكسيكو، عندما كان لا يزال في الصف الثامن.
جاء أول عرض له في NCAA من ولاية نيو مكسيكو، عندما كان لا يزال في الصف الثامن.

## إحصائيات المسيرة

### كلية
| السنة   | الفريق       | لعب | بدأ | دقيقة | ميداني% | ثلاثية | حرة  | ارتداد | صنع | استلاب | تصدي | نقطة |
| ------- | ------------ | --- | --- | ----- | ------- | ------ | ---- | ------ | --- | ------ | ---- | ---- |
| 2018–19 | أوريغون داكس | 9   | 9   | 29.8  | .561    | .520   | .757 | 9.6    | 1.0 | .8     | 2.7  | 21.0 |

### الدوري الاميركي للمحترفين

#### الفصل العادي
| السنة   | الفريق     | لعب | بدأ | دقيقة | ميداني% | ثلاثية | حرة  | ارتداد | صنع | استلاب | تصدي | نقطة |
| ------- | ---------- | --- | --- | ----- | ------- | ------ | ---- | ------ | --- | ------ | ---- | ---- |
| 2019–20 | دنفر ناغتس | 7   | 0   | 12.4  | .500    | .444   | .800 | 2.7    | .9  | .3     | .9   | 5.7  |

#### التصفيات
| السنة | الفريق     | لعب | بدأ | دقيقة | ميداني% | ثلاثية | حرة  | ارتداد | صنع | استلاب | تصدي | نقطة |
| ----- | ---------- | --- | --- | ----- | ------- | ------ | ---- | ------ | --- | ------ | ---- | ---- |
| 2020  | دنفر ناغتس | 4   | 0   | 5.3   | .556    | .667   | .875 | 1.3    | .0  | .5     | .5   | 4.8  |

## الحياة الشخصية
بول هو نجل لاعب الدوري الاميركي للمحترفين السابق مانوت بول. بول لديه عشرة أشقاء، بمن فيهم مادوت، الذي لعب كرة السلة الجامعية في الجامعة الجنوبية وتخرج عام 2013.

## روابط خارجية
- بول بول على موقع إن بي أي (الإنجليزية)
- بول بول على موقع سبورتس رفرنس (الإنجليزية)
- بول بول على موقع كرة السلة الأوروبية.كوم (الإنجليزية)
- بول بول على موقع DraftExpress.com (الإنجليزية)
- بول بول على موقع إي إس بي إن.كوم (الإنجليزية)
- بول بول على موقع كلية كرة السلة في سبورتس رفرنس.كوم (الإنجليزية)
- بول بول على موقع ريلجم (الإنجليزية)
- بول بول على موقع بروبوليرز (الإنجليزية)
- بول بول على موقع سبورتس رفرنس (الإنجليزية)